# Alpine
Société des Automobiles Alpine SAS, skraćeno Alpine, francuski je proizvođač sportskih automobila. Tvrtku je osnovao Jean Rédélé, 1955. godine u Dieppeu.

## Modeli

### Aktualni modeli
- Alpine A110 (od 2017.)
- Alpine A290 (od 2024.)
- Alpine A390 (od 2025.)

- Alpine A110
- Alpine A290

### Povijesni modeli
- Alpine A106 (1955. – 1961.)
- Alpine A108 (1958. – 1965.)
- Alpine A110 (1962. – 1977.)
- Alpine GT4 (1963. – 1969.)
- Alpine A310 (1971. – 1984.)
- Alpine GTA (1984. – 1991.)
- Alpine A610 (1991. – 1995.)

- Alpine A106
- Alpine A108
- Alpine A110
- Alpine GT4
- Alpine A310
- Alpine GTA
- Alpine A610

### Koncepti
- Renault Alpine A110-50 (2012.)
- Alpine Vision Gran Turismo (2015.)
- Alpine Vision (2016.)
- Alpine Alpenglow (2022.)
- Alpine A290_β (2023.)
- Alpine A390_β (2024.)

- Renault Alpine A110-50
- Alpine Vision Gran Turismo
- Alpine Vision
- Alpine Alpenglow
- Alpine A290_β
- Alpine A390_β

## Nagrade

### Europsko auto godine
- 2025 – Alpine A290[3]